# مستر بین
مستر بین (به انگلیسی: Mr. Bean) یک مجموعه تلویزیونی کمدی بریتانیایی به نویسندگی، کارگردانی و نقش آفرینی روآن اتکینسون می‌باشد که انیمیشن‌های آن در ۱۹۰ کشور پخش شده‌است. نویسندگان دیگر این سریال رابین دریسکول، ریچارد کرتیس و بن التون بودند. این مجموعه شامل ۱۵ قسمت بود که ۱۴ قسمت آن از شبکه آی‌تی‌وی پخش گردید. اولین قسمت این مجموعه در یک ژانویه ۱۹۹۰ از تلویزیون پخش شد و آخرین قسمتی که از تلویزیون پخش گردید، بهترین تکه‌های مستر بین بود که در ۱۵ دسامبر ۱۹۹۵ روی آنتن رفت. البته قسمت ۱۴ این مجموعه به نام سلمانی توسط مستر بین لندنی نیز ساخته شد و به صورت اختصاصی در ۱۵ نوامبر ۱۹۹۵ منتشر شد، اما تا سال ۲۰۰۶ از تلویزیون بریتانیا پخش نگردید و سرانجام در ۲۵ اوت ۲۰۰۶ از شبکه Nickelodeon پخش گردید.
داستان این سریال دربارهٔ اتفاقات زندگی شخصیتی به نام مستر بین می‌باشد. اتکینسون این شخصیت را در دانشگاه طراحی کرد و خودش آن را یک کودک در بدن یک مرد بالغ توصیف می‌کند. او در زندگی عادی و روزانه خود دچار مشکلاتی می‌شود. مستر بین به ندرت حرف می‌زند و کمدی این مجموعه، بیشتر حرکات طنز این شخصیت و راه حل‌های غیرعادی او برای حل مشکلاتش و تعامل با مردم می‌باشد. این سریال از هنرمندان کمدی فیزیکی از جمله ژاک تاتی و بازیگران فیلم‌های کمدی صامت الهام گرفته‌است.
در طول پخش پنج ساله مستر بین در بریتانیا، این مجموعه موفق شد تا بینندگان زیادی جلب کند. اپیزود مشکل مستر بین که در سال ۱۹۹۱ در بریتانیا پخش شد، ۱۸٫۷۴ میلیون بیننده داشت. این سریال چندین جایزه بین‌المللی از جمله جایزه رز طلایی را برده‌است. این مجموعه در بیشتر کشورهای دنیا پخش گردیده‌است. نمایش در ۲۴۵ منطقه در دنیا فروش رفت و الهام بخش مجموعه پویانمایی مستربین، دو فیلم سینمایی و اجرای نمایشی در مراسم افتتاحیه بازی‌های المپیک تابستانی ۲۰۱۲ گردید.

## شکل‌گیری
شخصیت مستر بین در زمان تحصیل روآن اتکینسون در مقطع کارشناسی ارشد مهندسی برق در کالج کوئینز، آکسفورد، توسعه یافت. یک طرح با حضور بین در اوایل دهه ۱۹۸۰ در جشنواره ادینبرو فرینج به نمایش درآمد. یک شخصیت مشابه به نام رابرت باکس، که توسط اتکینسون بازی می‌شد، در مجموعه کمدی تک قسمتی آی‌تی‌وی در سال ۱۹۷۹ با عنوان کنسرو خنده ظاهر شد که همچنین شامل روتین‌هایی بود که در فیلم سینمایی آن در سال ۱۹۹۷ استفاده می‌شد.
یکی از اولین حضورهای بین در جشنواره کمدی «فقط برای خنده» در مونترآل، کبک، کانادا، در سال ۱۹۸۷ اتفاق افتاد. هنگامی که هماهنگ‌کنندگان برنامه او را در برنامه جشنواره برنامه‌ریزی می‌کردند، اتکینسون اصرار داشت که او در برنامه فرانسوی‌زبان به جای برنامه انگلیسی‌زبان اجرا کند. با توجه به اینکه هیچ دیالوگ فرانسوی در نمایش خود نداشت، هماهنگ‌کنندگان برنامه نمی‌توانستند بفهمند که چرا اتکینسون می‌خواست در برنامه فرانسوی اجرا کند. همانطور که مشخص شد، نمایش اتکینسون در جشنواره یک پلتفرم آزمایشی برای شخصیت او بود و او می‌خواست ببیند که کمدی فیزیکی شخصیت او چگونه در یک صحنه بین‌المللی با مخاطبان غیر انگلیسی‌زبان عمل می‌کند.
نام شخصیت تا پس از تولید قسمت اول تصمیم گرفته نشد؛ چندین نام دیگر تحت تأثیر سبزیجات مانند «آقای گل‌کلم» بررسی شد. اتکینسون به شخصیت کمدی قبلی، موسیو هولو، که توسط کمدین و کارگردان فرانسوی ژاک تاتی ساخته شده بود، به عنوان تأثیرگذار بر این شخصیت اشاره کرد. اتکینسون همچنین تأثیر پیتر سلرز را ذکر کرد که قبلاً شخصیت‌های مشابه «احمق دست و پا چلفتی» را بازی کرده بود، به ویژه هروندی باکشی در فیلم پارتی (۱۹۶۸) و بازرس کلوزو در فیلم‌های پلنگ صورتی. از نظر سبک، مستر بین شبیه فیلم‌های صامت اولیه است و صرفاً بر کمدی فیزیکی تکیه می‌کند و مستر بین دیالوگ بسیار کمی می‌گوید (اگرچه مانند سایر سریال‌های کمدی لایو اکشن در این دوره، دارای یک خنده پس‌زمینه بود). این امر به مجموعه اجازه داده است تا بدون هیچ تغییر قابل توجهی در دیالوگ در سراسر جهان فروخته شود. در نوامبر ۲۰۱۲، اتکینسون به دیلی تلگراف از قصد خود برای بازنشستگی این شخصیت خبر داد و گفت که «کسی که در پنجاه سالگی کودکانه باشد، کمی غمگین می‌شود». با این حال، در سال ۲۰۱۶، اتکینسون با گفتن اینکه هرگز بازی کردن در نقش مستر بین را بازنشسته نخواهد کرد، نظر خود را تغییر داد.

## شخصیت‌ها و وسایل تکراری

### مستر بین

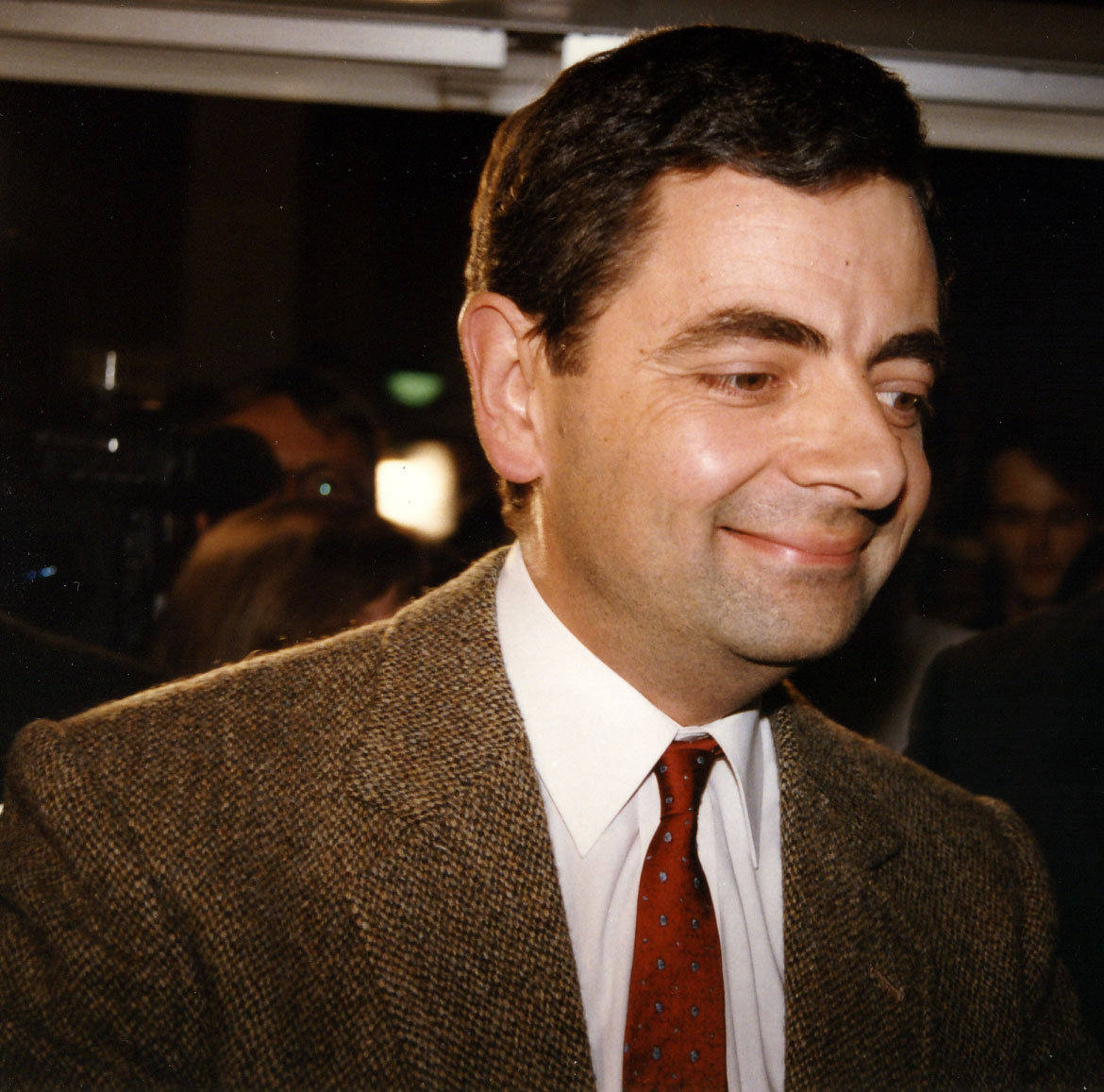
روآن اتکینسون در نقش مستر بین در اوت ۱۹۹۷

شخصیت اصلی و قهرمان، که توسط روآن اتکینسون بازی می‌شود، یک دلقک کودکانه است که طرح‌ها و اختراعات غیرمعمول مختلفی را برای کارهای روزمره به ارمغان می‌آورد. او به تنهایی در هایبری، خیابان آربر، آپارتمان ۲ زندگی می‌کند و تقریباً همیشه با ژاکت جین کلاسیک و یک کراوات باریک قرمز دیده می‌شود. او همچنین معمولاً یک ساعت دیجیتال ماشین‌حساب دار در دست می‌کند. مستر بین به ندرت صحبت می‌کند و وقتی این کار را انجام می‌دهد، معمولاً فقط چند کلمه زمزمه شده است که با صدای کمیک پایین بیان می‌شوند. نام کوچک او (خود را «بین» به دیگران معرفی می‌کند) و شغل او، اگر وجود داشته باشد، هرگز ذکر نشده است. در اولین اقتباس سینمایی، «مستر» در قسمت «نام کوچک» پاسپورت او ظاهر می‌شود و او به عنوان یک نگهبان در نگارخانه ملی لندن نشان داده می‌شود.
مستر بین اغلب به نظر می‌رسد که از جنبه‌های اساسی نحوه کار جهان بی‌خبر است و برنامه معمولاً شامل تلاش‌های او برای انجام کارهایی است که معمولاً ساده در نظر گرفته می‌شوند، مانند شنا کردن، استفاده از تلویزیون، طراحی داخلی یا رفتن به کلیسا می‌شود. طنز عمدتاً از راه حل‌های اصلی (و اغلب پوچ) او برای مشکلات و بی‌توجهی کامل او به دیگران هنگام حل آنها و کوچک‌منشی و گاهی شرور بودن او ناشی می‌شود.
در تیتراژ آغازین قسمت دوم، مستر بین در حالی که یک گروه کر که Ecce homo qui est faba («این مرد که بین است») را می‌خواند، که در سال ۱۹۹۰ توسط گروه کر کلیسای جامع سات‌ارک اجرا شد، از آسمان در یک پرتو نور می‌افتد. تیتراژ آغازین در ابتدا در قسمت‌های دوم و سوم سیاه‌وسفید بود که توسط تهیه‌کنندگان برای نشان دادن وضعیت او به عنوان یک «مرد معمولی که در کانون توجه قرار گرفته است» در نظر گرفته شده بود. با این حال، قسمت‌های بعدی مستر بین را نشان می‌داد که از آسمان شب در یک خیابان متروک لندن در پس‌زمینه کلیسای جامع سنت پل فرود می‌آید. در پایان قسمت‌های سوم و ششم، او همچنین نشان داده می‌شود که درست در صحنه‌های پس‌زمینه مربوطه (صحنه سیاه در قسمت ۳ و صحنه خیابان در قسمت ۶) به آسمان باز می‌گردد. در مورد عناوین ابتدایی، اتکینسون اذعان کرده است که بین «جنبه کمی فرازمینی دارد». در قسمت «مشکل دوگانه» (به انگلیسی: Double Trouble) از مجموعه پویانمایی مستر بین، جنبه فرازمینی بودن او در یک خط داستانی استفاده شد که در آن او را داخل یک فضاپیمایی همراه با بیگانگانی که دقیقاً شبیه او هستند و حتی اسباب‌بازی‌های نرم خود را دارند، می‌برند. در یک ادای احترام آشکار در پایان، بیگانگان او را در یک پرتو نور و موسیقی مشابه با آغاز سریال اصلی مستر بین به خانه می‌فرستند. اینکه آیا بین یک موجود فرازمینی است یا خیر، مشخص نیست.

### ایرما گاب
ایرما گاب (با بازی ماتیلدا زیگلر)، دوست‌دختر پر رنج مستر بین در سه قسمت ظاهر می‌شود. در «نفرین مستر بین» (به انگلیسی: The Curse of Mr. Bean) و «مستر بین به شهر می‌رود» (به انگلیسی: Mr. Bean Goes to Town)، این شخصیت به سادگی به عنوان «دوست‌دختر» اعتبار داده می‌شود. او توسط بین نسبتاً بی‌توجه رفتار می‌شود، که به نظر می‌رسد او را بیشتر به عنوان یک دوست و همراه نسبت به یک علاقه عاشقانه می‌بیند. با این حال، او زمانی که در «مستر بین به شهر می‌رود» با مرد دیگری در یک دیسکو می‌رقصد، حسادت می‌کند و او قطعاً انتظار دارد که بین در روز کریسمس در «کریسمس مبارک، مستر بین» (به انگلیسی: Merry Christmas, Mr. Bean) به او پیشنهاد ازدواج دهد؛ ناتوانی بین در انجام این کار منجر به ترک او برای همیشه می‌شود. با وجود این، او بعداً در مجموعه پویانمایی مستر بین دوباره ظاهر می‌شود. در کتاب خاطرات مستر بین فاش می‌شود که نام او ایرما گاب است و او به عنوان کتابدار در کتابخانه محلی کار می‌کند.
در طرح کمیک ریلیف «تورویل و بین»، بین همراه با یک همراه زن به تصویر کشیده شده توسط سوفی تامپسون است که ظاهر کلی او شبیه گاب است.

### تدی
تدی خرس عروسکی مستر بین و ظاهراً بهترین دوست او است. این خرس قهوه‌ای کوچک یک عروسک عجیب و غریب بافتنی با چشم‌های دکمه‌ای و اندام‌های سوسیس شکل است که به طور اجتناب‌ناپذیر در نیمه یا در حالت‌های مختلف تخریب و تغییر شکل شکسته می‌شوند. اگرچه تدی بی‌جان است، مستر بین اغلب وانمود می‌کند که زنده است: او همیشه برای آن هدیه کریسمس می‌خرد یا سعی می‌کند صبح‌ها آن را بیدار نکند. به عنوان مثال، زمانی که مستر بین تدی را هیپنوتیزم می‌کند، انگشتان خود را می‌زند و سر خرس به عقب می‌افتد، انگار که به طور ناگهانی خوابیده است. (بین از انگشت خود برای تکیه دادن سر تدی استفاده کرد.) تدی اغلب شاهد طرح‌های مختلف مستر بین است و در مواقع اضطراری به عنوان ابزار یا وسایل دیگر دو برابر می‌شود؛ در قسمت «مستر بین در اتاق ۴۲۶» (به انگلیسی: Mr. Bean in Room 426) سر آن کنده می‌شود، در قسمت «مستر بین خودت آن را انجام بده» (به انگلیسی: Do-It-Yourself Mr. Bean) از آن به عنوان قلم موی خود استفاده می‌کند و در قسمت «وقت استراحت مستر بین» (به انگلیسی: Tee Off, Mr. Bean) آن در شستشو کوچک شده است. تدی همچنین «حیوان خانگی» مستر بین در قسمت «سلمانی توسط مستر بین لندنی» (به انگلیسی: Hair by Mr. Bean of London) است که در آنجا برای برنده شدن در یک نمایش حیوانات خانگی استفاده می‌شود.
در طول سال‌ها، تدی تغییرات زیادی کرده است. زمانی که در «مشکل مستر بین» (به انگلیسی: The Trouble with Mr. Bean) اولین بار ظاهر شد، سر کوچکتری داشت. دو قسمت بعد، سر آن به اندازه فعلی خود رسید، اما «چشم‌های» آن تا زمانی که بین پونز طلایی را روی صورتش قرار داد، وجود نداشت. «چشم‌ها» از آن زمان با دو دکمه کوچک سفید که بر روی صورت تدی دوخته شده است، جایگزین شده‌اند که به آن یک تصویر متمایز می‌دهد.
پس از پایان فیلم‌برداری، تدی توسط اتکینسون به موزه تدی خرسه گیلز براندرث در استراتفورد اهدا شد. در سال ۲۰۰۸ با تعطیلی موزه، تدی در حراج به قیمت ۱۸۰ پوند فروخته شد.

### مینی

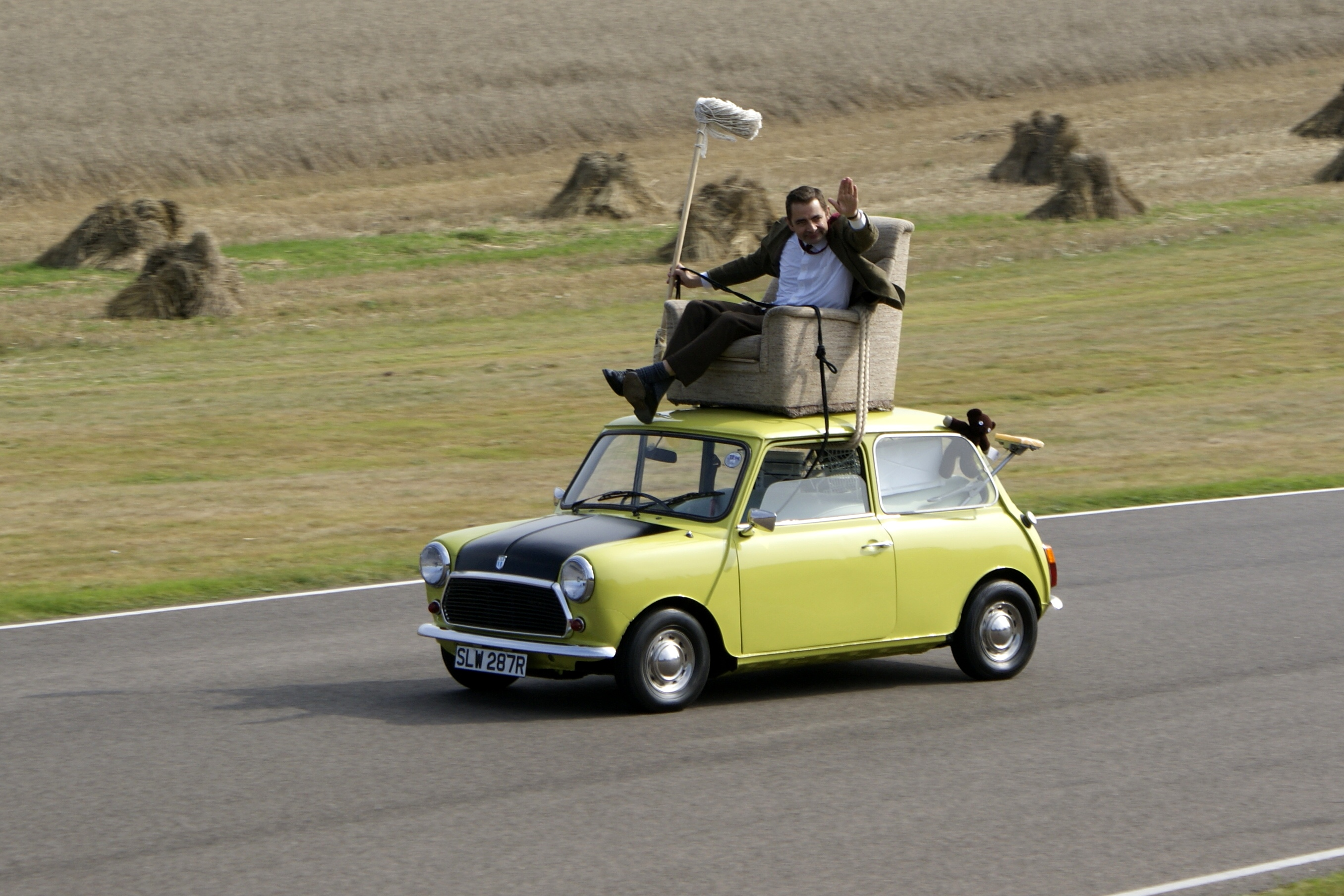
روآن اتکینسون در حال اجرای مجدد صحنه‌ای معروف از قسمت «مستر خودت آن را انجام بده» بر روی مینی در ریویوال مدار گودوود در ۲۰۰۹

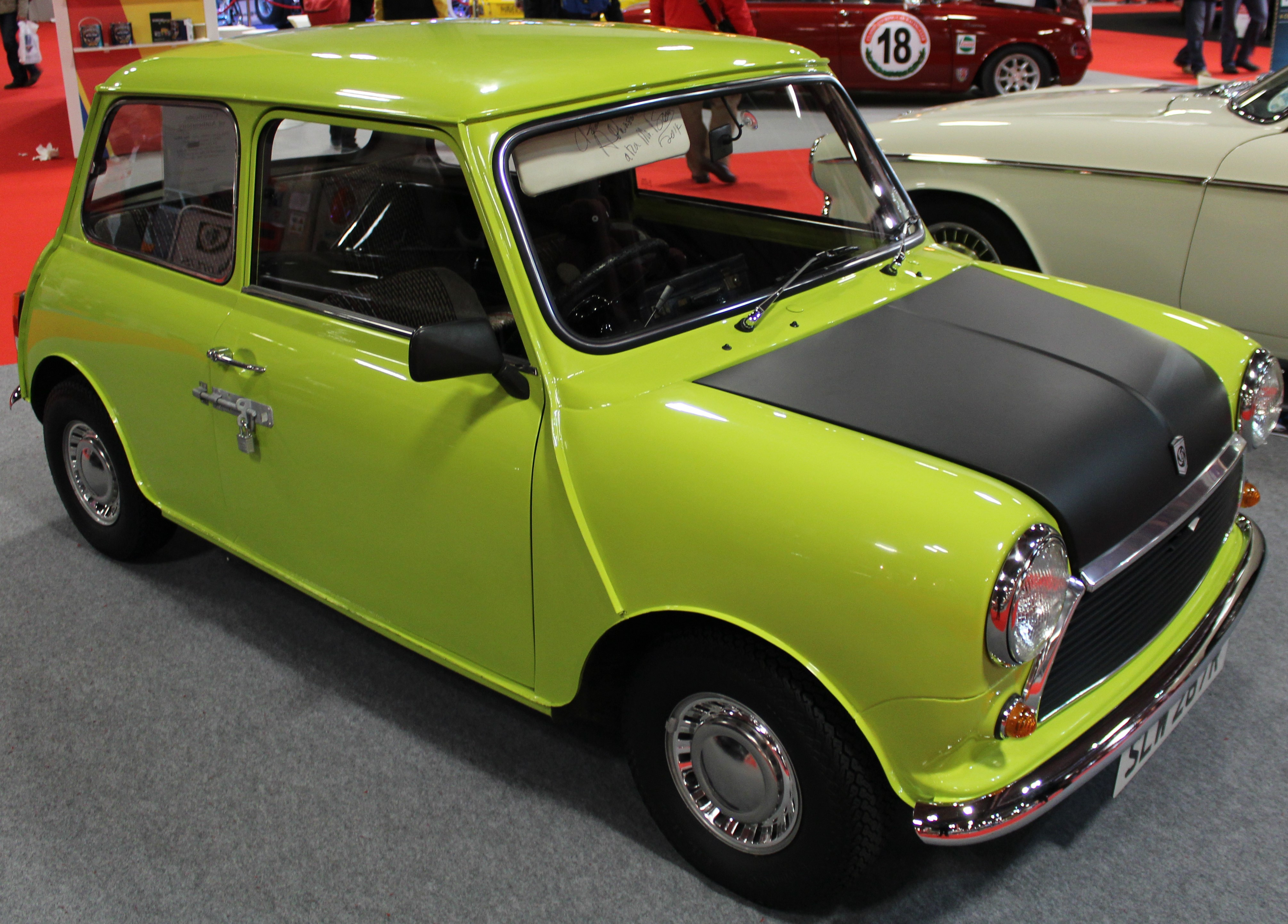
مینی مستر بین

خودروی مستر بین، یک بریتیش لیلاند مینی ۱۰۰۰ مارک ۴ ۱۹۷۷ لیمویی تیره با کاپوت مات مشکی، محوریت چندین شیرین‌کاری مانند لباس پوشیدن بین در آن، رانندگی در حالی که روی صندلی راحتی بسته شده به سقف نشسته بود یا تلاش برای جلوگیری از پرداخت هزینه پارکینگ با رانندگی از خروجی بود. در قسمت آزمایشی، خودروی بین یک بی‌ام‌سی مینی موریس ۱۰۰۰ مارک ۲ نارنجی ۱۰۰۹ (پلاک RNT 996H) بود اما در پایان در یک تصادف خارج از صفحه نابود شد. در طول سریال کمدی، بین آن را با یک قفل بولتی و قفل‌ آویز به جای قفل نصب شده روی ماشین، نگه می‌دارد. قفل نصب شده روی ماشین، که یک شوخی در حال اجرا در چندین قسمت بود؛ در دو قسمت، او یک اقدام امنیتی اضافی و نوآورانه را نشان داد که در آن او به جای کلید، فرمان را برمی‌داشت که در یک قسمت سارق ماشین را منصرف کرد. در «بازگشت به مدرسه مستر بین» (به انگلیسی: Back to School Mr. Bean)، مینی بین در جریان یک تظاهرات پس از اینکه او یک مینی مشابه (پلاک ACW 497V) را که برای تظاهرات در نظر گرفته شده بود با خود جایگزین کرد تا یک جای پارک را ایمن کند، توسط یک تانک له می‌شود. پس از از دست دادن آن، او قفل بولتی و قفل آویز خود را از بقایا جدا می‌کند. اگرچه مینی خرد شده است، اما با همان رنگ‌ها و شماره ثبت (SLW 287R) مانند خودرویی که خرد شده است، در قسمت‌های بعدی دوباره ظاهر می‌شود.
در سریال سه مینی به رنگ سبز و مشکی رنگ شده بود، و همچنین دو دستگاه دیگر با همان رنگ‌آمیزی اما بدون موتور که توسط تانک خرد شده بود. یکی از ماشین‌های اصلی نیز توسط تانک خرد شد. در طول فیلم‌برداری قطعات زیادی از ماشین به ماشین در طول تولید تعویض شد، از جمله کاپوت‌ها، تریم چرخ‌ها، گریل‌ها، فرمان‌ها، چراغ‌های عقب، گاهی درب راننده و روکش‌های صندلی.
پس از پایان فیلم‌برداری، یکی از مینی‌های اصلی به کاریکر کارز فروخته شد تا برای رویدادهای مختلف اجاره شود و سپس به عنوان یک جاذبه اصلی در موزه گروه روور به نمایش گذاشته شد. در سال ۱۹۹۷، توسط موزه ماشین‌های موتور ستاره خریداری شد و برای چندین سال به نمایش گذاشته شد و بعداً به یک موزه در ایالات متحده فروخته شد. مینی اصلی متعلق به شخص دیگری است و در حال پایان دادن به بازسازی در جنوب انگلستان است.
برای تبلیغ مجموعه پویانمایی مستر بین، از یک نمونه مشابه مینی با پلاک DRW 221T استفاده شد. این مینی در حال حاضر در موزه ملی موتور، بوالیو به نمایش گذاشته شده است. موزه موتور لندن نیز یک نسخه مشابه را به نمایش گذاشته است.
مینی قرار بود در اولین اقتباس سینمایی از سریال با پلاک C607 EUW ظاهر شود. در فیلم، مستر بین مینی خود را در هرودز می‌راند تا از ترافیک جلوگیری کند. اگرچه این دنباله فیلمبرداری شد، اما در برش نهایی گنجانده نشد. در ژوئن ۲۰۱۸، مینی از فیلم اول به قیمت ۷۰ هزار دلار آمریکا فروخته شد. مینی اولین حضور خود را روی پرده بزرگ در فیلم تعطیلات مستر بین با پلاک YGL 572T انجام داد. برخلاف مینی‌های قبلی (که لیمویی تیره بودند)، این «نیسان آماریلو زرد» است. فیلم همچنین شامل نسخه دوم مینی با همان رنگ‌آمیزی اما با فرمان سمت چپ، رانندگی شده توسط دوست بین، سابین و پلاک 207 UHD 75 است.
مینی در مجموعه پویانمایی مستر بین با پلاک STE 952R دوباره ظاهر شد. در سال ۲۰۱۵، آقای بین در یک طرح برای کمیک ریلیف بازگشت که در آن او مینی خود را برای شرکت در یک مراسم خاکسپاری می‌راند. این مینی همان پلاکی را داشت که در اسپین آف پویانمایی بود.

### رلاینت
از قسمت اول، مستر بین دعوایی طولانی با راننده هرگز دیده نشده رلاینت رگال سوپرون ۳ سه چرخ با رنگ آبی روشن (پلاک GRA 26K) دارد که معمولاً به چپ شدن آن توسط مینی مستر بین می‌انجامد و خیلی وقت‌ها مستر بین آنقدر به سرعت می‌رود که نتیجه کار خود را نمی‌بیند. در «یک ضرب، مستربین»، بین که منتظر ماشین در کنار جاده است این ماشین را می‌بیند که برایش ایستاده اما او خود را به ندیدن می‌زند تا که او برود.
در مجموعه پویانمایی مستر بین هم این حضور ادامه می‌یابد. در قسمت «کودکی بین» چهره راننده این خودرو (که آن زمان کودک نوپایی بوده) برای نخستین بار نشان داده می‌شود و در قسمت «جنگ ماشین‌ها» سرانجام راننده این اتومبیل که سال‌ها توسط مستر بین مورد آزار و اذیت قرار گرفته به فکر انتقام می‌افتد که در نهایت منجر به خرد شدن مینی آقای بین توسط یک خردکننده ماشین می‌شود.

### شخصیت‌های دیگر
اگرچه مستر بین تنها شخصیت مهم در برنامه است، اما دیگران معمولاً به عنوان فویل برای شیرین‌کاری‌های مختلف او ظاهر می‌شوند. به غیر از دوست دخترش ایرما گاب (ماتیلدا زیگلر)، در هر قسمت شخصیت‌های دیگری نیز وجود دارند. با این حال، چندین بازیگر و کمدین برجسته بریتانیایی در کنار اتکینسون در این مجموعه به عنوان شخصیت‌های فرعی یک بار استفاده شده ظاهر می‌شوند، از جمله اوون برنمن، ریچارد برایرز، راجر اسلومن، انگس دیتن، استیون فراست، نیک هانکوک، کریستوفر رایان، پل باون، کارولین کوئنتین، دانی لا رو، راجر برایرلی، راجر لوید-پک، روپرت ونسیتارت، دیوید باتلی، دیوید شنایدر، ریچارد ویلسون و رودولف واکر. ونسیتارت و واکر بعداً در کنار اتکینسون در خط باریک آبی ظاهر شدند.

## قسمت‌ها
همه ۱۵ قسمت‌ این مجموعه توسط تولیدات تایگر اسپکت تولید شده‌اند. علاوه بر این، شخصیت این مجموعه در طرح‌های یکباره، حضور مهمان و تبلیغات تلویزیونی استفاده شده است.
قسمت چهاردهم «سلمانی توسط مستر بین لندنی»، در ابتدا به صورت انحصاری مستقیم در سال ۱۹۹۵ روی وی‌اچ‌اس منتشر شد و در ۲۵ اوت ۲۰۰۶ در شبکه نیکلودئون پخش شد.

## پخش
مستر بین در ابتدا در بریتانیا از شبکه آی‌تی‌وی از ۱۹۹۰ تا ۱۹۹۵ پخش شد و بعداً تکرار آن از شبکه کمدی سنترال اکسترا، آی‌تی‌وی۳ و آی‌تی‌وی۴ پخش شد. با توجه به محبوبیت گسترده آن، این مجموعه در بسیاری از کشورهای دیگر پخش شد؛ در ایالات متحده، در ۲ آوریل ۱۹۹۲ در شبکه اچ‌بی‌او پخش شد، این مجموعه همچنین در ایستگاه تلویزیونی پی‌بی‌اس در سراسر ایالات متحده پخش شد. تکرارهای این مجموعه نیز در اواخر دهه ۱۹۹۰ در فاکس فمیلی که هر دو به عنوان بخش‌هایی از برنامه رنگارنگ مستر بیل نشان داده شد، نمایش داده شد.